# Carl Fredrik af Wingård
Pour les articles homonymes, voir Wingård.
Carl Fredrik af Wingård (né le 26 septembre 1781 à Stockholm, mort le 19 septembre 1851) est un archevêque luthérien suédois de l'Église de Suède, professeur à l'université d'Uppsala et homme politique. Il est archevêque d'Uppsala de 1839 à 1851. Il est également titulaire du siège 10 à l'Académie suédoise.

## Biographie
Son titre noble (af) est ajouté à son nom de famille Wingård déjà en 1799, car il est le fils d'un évêque, Johan Wingård (en), qui est son prédécesseur dans le diocèse de Göteborg. Il est cousin du poète Johan Börjesson (en).
Af Wingård étudie à l'Université d'Uppsala et y devient finalement professeur en 1810. En 1818, il est ordonné prêtre et le 8 juillet 1818, il devient évêque de Göteborg.
Af Wingård est actif contre l'alcoolisme chez les prêtres, et est l'un des fondateurs de la Société de tempérance (Nykterhetssällskapet) de Göteborg, fondée en 1830. Il fonde également la Société missionnaire suédoise (Svenska Missionssällskapet) en 1835, une organisation pour les missions parmi le peuple sami, avec le missionnaire méthodiste George Scott (missionnaire) (en), l'industriel Samuel Owen (ingénieur) (en), le prêtre Johan Olof Wallin (en), le comte Mathias Rosenblad (en) et d'autres,. Il est président de Pro Fide et Christianismo, une société d'éducation chrétienne.
Il est élu membre de l'Académie royale suédoise des sciences en 1838.